# Juana de Vega
Juana María de la Vega, condesa de Espoz y Mina (La Coruña, 7 de marzo de 1805-22 de junio de 1872), fue una activista y escritora liberal española. Casada con el guerrillero y militar liberal Francisco Espoz y Mina, tras su muerte fue aya y camarera mayor de Isabel II durante la minoría de edad de la reina entre 1841 y 1843. Después volvió a La Coruña, donde residiría hasta su muerte y donde desplegó un intenso activismo político y social liberal, que compaginó con la escritura de dos obras de memorias, la última inacabada, en las que vindicó la figura de su esposo, convertido en un héroe de la Revolución liberal española. En la edición de 1910 de la obra en la que recoge su experiencia como aya y camarera mayor de Isabel II, publicada por el Congreso de los Diputados presidido por el liberal José Canalejas, se afirmó que era «una de las mujeres más ilustres de cuantas han enaltecido el nombre de España», y que su nombre debería figurar además en el panteón literario femenino junto con Gertrudis Gómez de Avellaneda, Cecilia Böhl de Faber, Carolina Coronado, Concepción Arenal y Rosalía de Castro.

## Biografía

### Orígenes familiares y educación
Nació el 7 de marzo de 1805 en La Coruña en el seno de una familia acomodada, liberal e ilustrada. Su padre, Juan Antonio de Vega, era un comerciante y hombre de negocios -poseía una fábrica de salazones- que "hizo las Américas" -concretamente estuvo en La Habana donde abrió un negocio propio- y que en uno de sus viajes de vuelta a la metrópoli conoció a la que sería su esposa, Josefa Martínez Losada. El padre durante la guerra de la independencia fue elegido procurador síndico del Ayuntamiento y miembro de la Diputación Provincial, por lo que cuando Fernando VII restableció el absolutismo en 1814 fue multado e inhabilitado durante dos años para ejercer cargos públicos. Al año siguiente participó activamente en el pronunciamiento fracasado del brigadier Juan Díaz Porlier en favor de la Constitución de 1812, lo que le obligó a marchar al exilio en Portugal. Cuando triunfó el pronunciamiento de Rafael del Riego que obligó al rey a promulgar de nuevo la Constitución de 1812, fue elegido vocal de la "Junta de Gobierno" revolucionaria que se formó en La Coruña. Tras la segunda restauración del absolutismo en 1823 se vio obligado de nuevo a marchar al exilio, esta vez acompañado de su hija Juana, que acaba de casarse con el general liberal Francisco Espoz y Mina.
Juana fue educada según los principios de la Ilustración que abogaban por sacar también a las mujeres de la ignorancia, por lo que se benefició de una instrucción en su propio hogar inusual para la época —cuando se decía que la mujer no debía saber ni aun escribir porque eso le podía conducir a su perdición— que estuvo a cargo de preceptores privados —uno de ellos al parecer le instruye en letras y humanidades— y de su propia madre que sentía pasión por la lectura. «Su más "precioso patrimonio", como la condesa reputaba su educación, había incluido saberes domésticos (bordado), habilidades ornamentales (música, baile, dibujo) y formación intelectual (gramática, aritmética, francés). Había recibido una instrucción pensada desde dentro de lo que el canon ilustrado fijaba para las jóvenes distinguidas. Es decir, era una educación útil que inculcaba los valores de la domesticidad y el trabajo (al fin y al cabo, el destino de toda mujer), de la distinción en la vida social y del cultivo del saber apropiado».

### Esposa de Francisco Espoz y Mina (1781-1836)

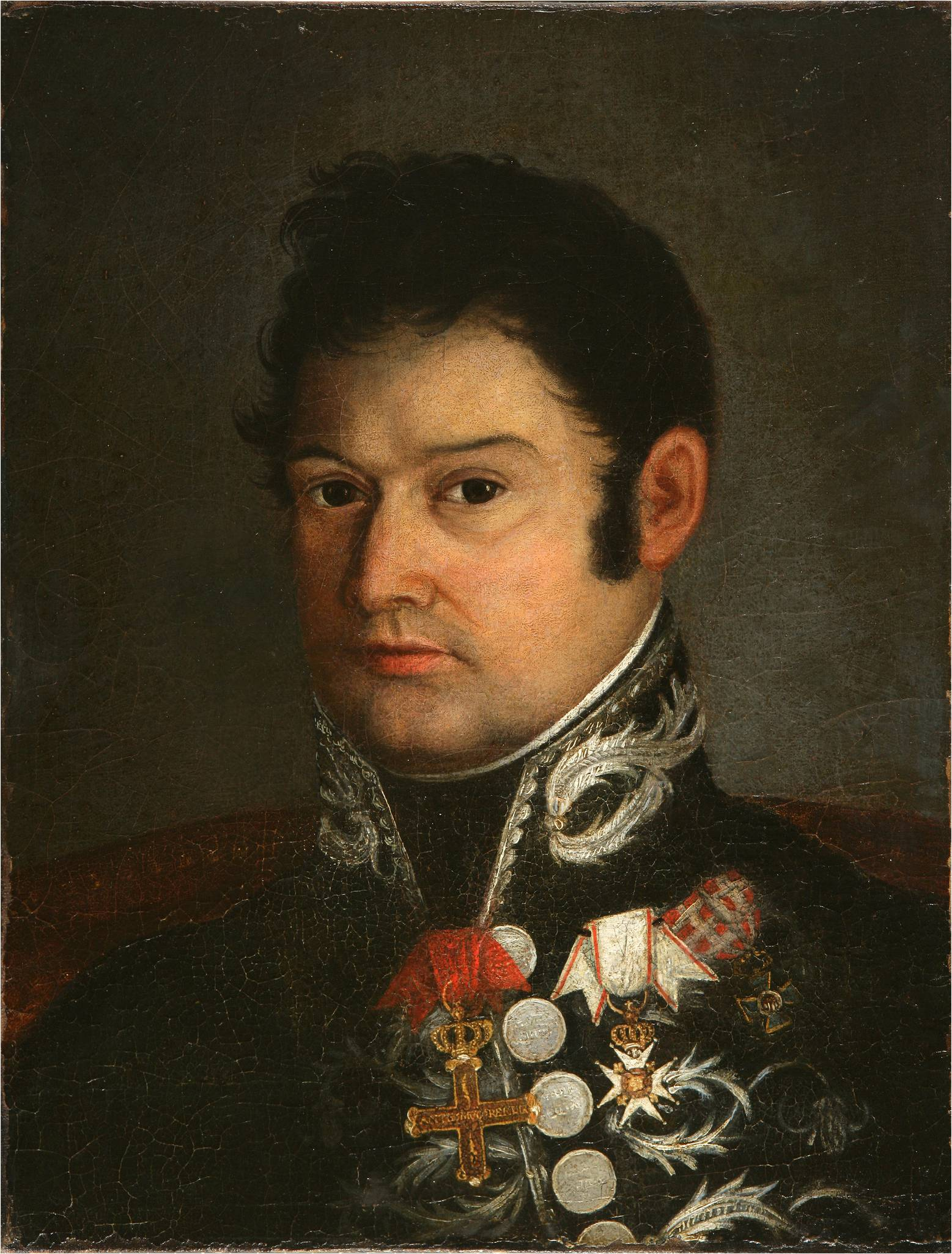
Francisco Espoz y Mina.

En enero de 1821 fue nombrado capitán general de Galicia el general Francisco Espoz y Mina, antiguo guerrillero de la Guerra de la Independencia española y exiliado liberal entre 1814 y 1820. En La Coruña, sede de la Capitanía, frecuenta con asiduidad la casa del comerciante liberal de Vega, donde conoce a su hija Juana. Pero en noviembre es separado del mando y destinado a León por un manifiesto que el pueblo y las autoridades de La Coruña elevaron al rey, y que él también firmó, contra el gobierno moderado de Eusebio Bardají. Por eso el matrimonio de Juana de Vega, que tenía dieciséis años de edad, con Francisco Espoz y Mina, de cuarenta, se celebró al mes siguiente por poderes. "Para ella, el matrimonio con un maduro general, políticamente comprometido, marcaría el resto de su vida. A pesar de su juventud, sabía bien el incierto futuro que podía esperar. Pero el amor y el «decidido entusiasmo por las nuevas instituciones de la patria» la llevaron a asumir el reto". El matrimonio por poderes se celebró el 25 de diciembre de 1821 en su casa paterna, en la calle Real, aunque el acta matrimonial esté levantada en la iglesia de San Nicolás.
En el verano de 1822 el general Espoz y Mina fue enviado a Cataluña para que dirigiera la lucha contra las partidas realistas que se habían hecho fuertes en el interior y donde habían proclamado la Regencia de Urgel, pero su joven esposa no pudo acompañarle. Como ella misma escribió, «la imperiosa ley del destino nos obligó después a separarnos repetidas veces, y este fue siempre el mayor sacrificio que Mina hizo por su Patria». Con la llegada de "Los cien mil hijos de San Luis" para restaurar de nuevo el poder absoluto de Fernando VII (1823), Espoz y Mina tiene que abandonar España por segunda vez, y su mujer, acompañada de su padre, se reúne con él en Gran Bretaña en marzo de 1824, después de un azaroso viaje en barco desde Portugal pasando por Francia. En Gran Bretaña permanecen hasta su regreso a España en 1833. Tres años después, en diciembre de 1836, fallece Francisco Espoz y Mina, a los cincuenta y cinco años de edad, mientras su esposa Juana tenía treinta.

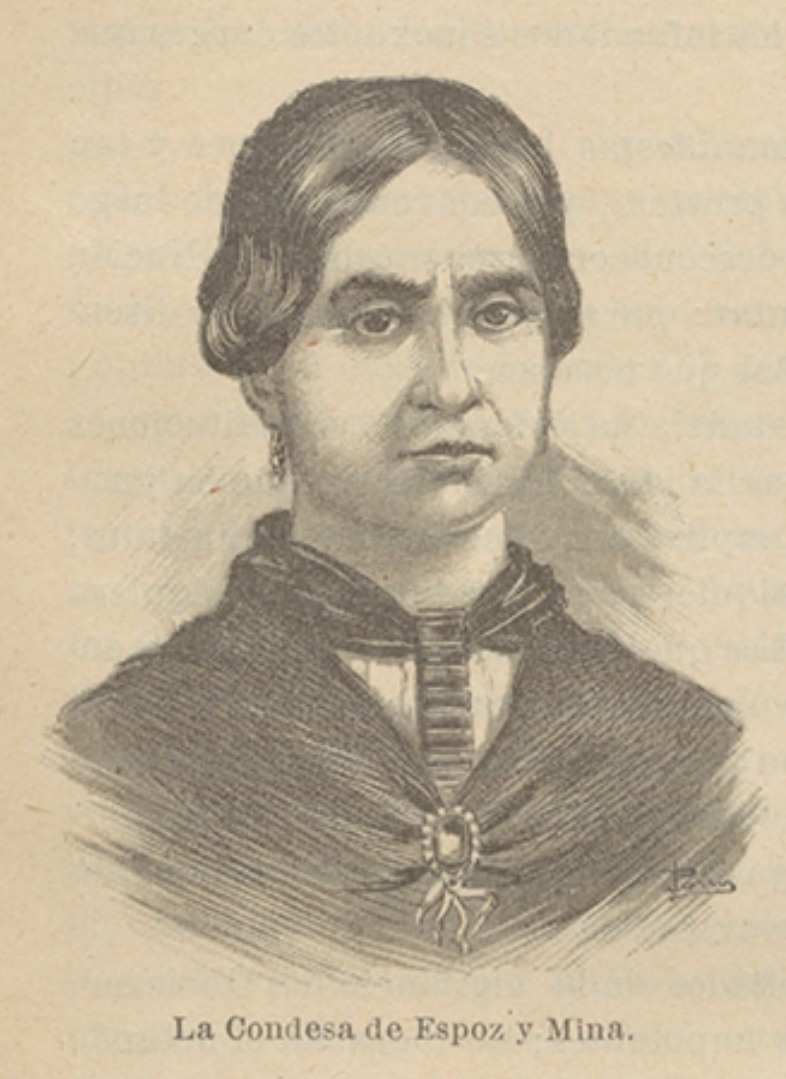
La condesa de Espoz y Mina

Durante su matrimonio, Juana de la Vega responde casi a la perfección al arquetipo de "ángel del hogar" propio de la época, pero fue mucho más allá al desempeñar también el papel de la "mujer patriota". "Fue la compañera y la enfermera solícita del hombre, al tiempo que la confidente, colaboradora, «amanuense», secretaria en muchas ocasiones y, como tal, responsable de la correspondencia con todos los núcleos conspiradores españoles y extranjeros ligados al héroe Mina. Era, pues, una mujer que iba más allá de los estrechos márgenes establecidos por la cultura burguesa y liberal que había excluido al «sexo olvidado» [en expresión del historiador Bartolomé Clavero] de la res publica". Un papel que provocó inquietud y críticas entre los propios correligionarios de Mina por la "influencia" que ejercía sobre él su esposa a las que ella respondió: "¡Desviar yo de su deber a Mina, comprometer su nombre! ¿Cómo es posible, teniendo yo tanto amor a la causa de la libertad?".
Las Cortes le otorgaron los títulos de condesa de Espoz y Mina y de vizcondesa del Arado en testimonio de los servicios que había prestado el general a la nación y a Isabel II. A partir de entonces su viuda no dejará de velar por el recuerdo de su esposo que le llevará hasta el extremo de conservar en una urna de ébano y plata el corazón de Espoz y Mina, entre otros restos mortales. En 1837 Juana de Vega retorna a La Coruña, instalándose en su casa de la calle Real. Sus salones se convertirían en el punto de reunión de la sociedad liberal coruñesa y de personas notables que pasasen por la ciudad.

### Al cuidado de Isabel II (1841-1843)

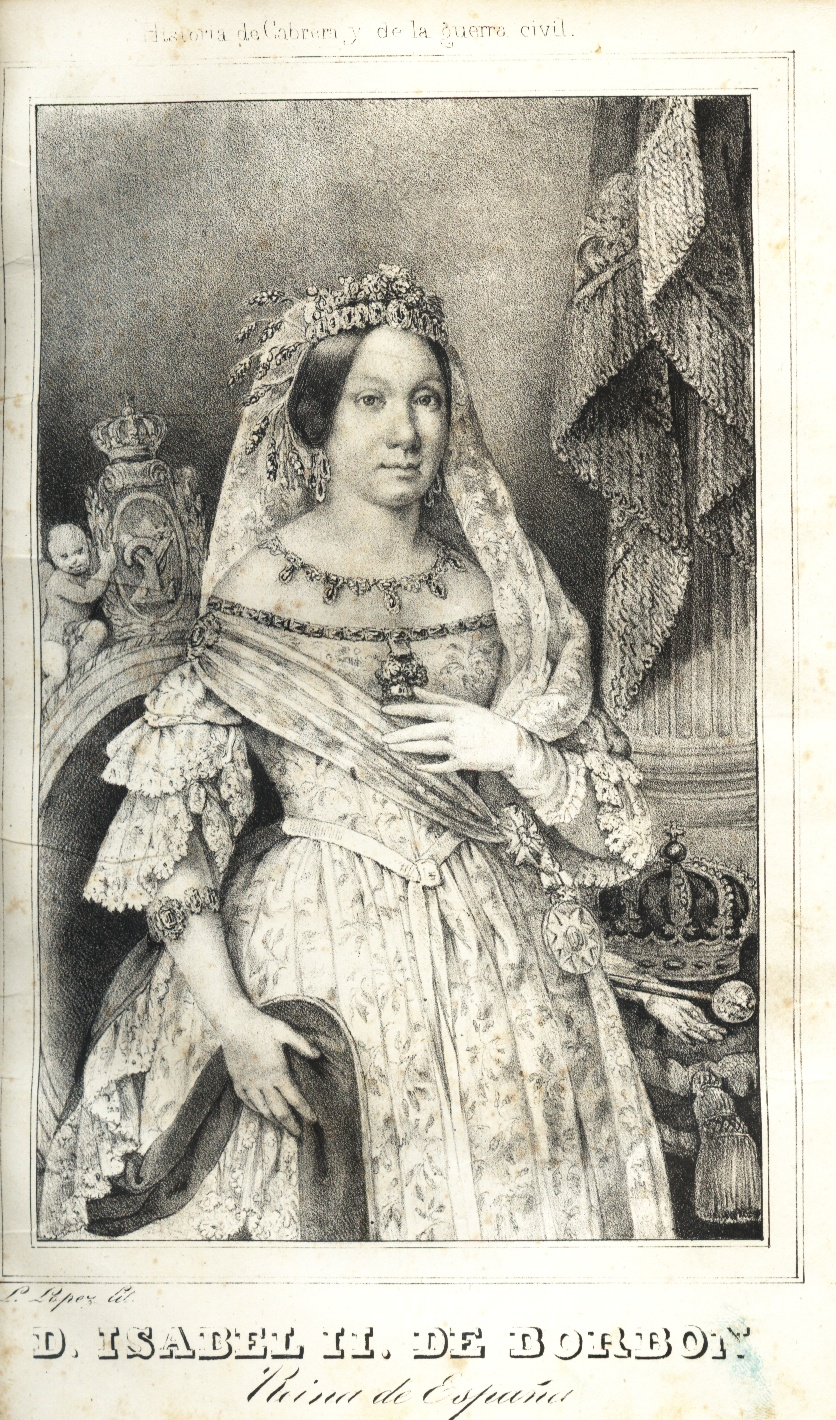
Isabel II, con quince años de edad, tras ser coronada reina de España

En 1840 asumió la regencia el general Baldomero Espartero, tras obligar a partir al exilio a la regente anterior María Cristina de Borbón. Para que la futura reina Isabel II, que entonces contaba con once años de edad, fuera educada en los valores de la monarquía constitucional, contrarrestando así la educación poco adecuada que había recibido hasta entonces, el regente nombró a dos viejas glorias del liberalismo, Agustín de Argüelles -entonces presidente del Congreso de Diputados- y Manuel José Quintana, tutores de la reina y, en julio de 1841, a la condensa de Espoz y Mina aya de Isabel y de su hermana Luisa Fernanda y camarera mayor a partir de 1842, cargos que desempeñó hasta julio de 1843, cuando el general moderado Narváez entró en Madrid y puso fin a la Regencia de Espartero, quien marchó al exilio. Los nombramientos fueron interpretados por el entorno de la exiliada María Cristina, como que a partir de entonces "la revolución será tutora de la Monarquía", en palabras de Juan Donoso Cortés.
El cambio en palacio era ciertamente revolucionario porque por primera vez estaba controlado por personas "plebeyas", al margen de las camarillas del difunto rey Fernando VII y de su mujer María Cristina de Borbón. Tanto Argüelles como Quintana fueron objeto de duras críticas por parte de la prensa cercana a la antigua regente y de la prensa progresista antiesparterista, pero los artículos más crueles los dedicaron a la condesa de Espoz y Mina, a quien se calumnió como en un artículo aparecido en El Eco del Comercio que decía:

Días hace que a resultas del ridículo y perenne luto que presenta aquella señora, hasta en los actos de indisimulable etiqueta, se nos aseguró que la cabeza de S.E. herida y atormentada por la sensible pérdida de su digno esposo, padecía extravíos mentales, a lo cual no habíamos dado asenso: hoy se nos confirma su triste estado intelectual

Además de las duras críticas, la condesa tuvo muchos problemas para cumplir con la misión que se le había encomendado, que ella misma recogió en sus memorias: "que una señora de mis ideas políticas auxiliase la educación liberal que su majestad, como reina constitucional de España, debía recibir", con el deber de convertir a Isabel en "jefe de todos los españoles, y no [en] la cabeza de este o el otro matiz político", es decir, como le exhortó Salustiano de Olózaga, intentar crear otra reina Victoria de Inglaterra. El problema fue que no pudo controlar el ambiente palaciego "aristocrático" que rodeaba a la reina y a la infanta. "Se enfrentaba a un mundo desconocido, desafecto a la Constitución de 1837 y muy alejado social y culturalmente del suyo".
Ciertamente lo intentó, e intentó inculcar a Isabel lo que significaba ser un monarca constitucional y le recordó los sacrificios que había hecho el país para que ella conservara el trono y el "derecho que por ellos ha adquirido [la nación] de que se la conserven su libertad e independencia". También le habló de que el principal deber de la reina era labrar la felicidad del pueblo:

Una gran parte de los españoles, señora, no tiene casa, ni vestido, ni medio alguno para subsistir, sino el escaso jornal fruto de un trabajo penoso, y aún se reputa afortunado aquel que puede asegurar por este medio un pedazo de pan negro y un montón de paja en una choza miserable. (...) Si yo me hallase colocada en la elevada posición que V.M. ocupa, con las ideas que tengo, consideraría todo gasto superfluo como una falta, por tener obligación de acudir los reyes a las necesidades de sus súbditos, que son los que con su sudor los sostienen

Cuando se produjo el asalto al palacio y el intento de "rapto" de la reina Isabel y de la infanta Luisa Fernanda por los conjurados encabezados por los generales Concha y Diego León, contribuyó a que fracasara recibiendo por ello del gobierno del regente Espartero la Grandeza de España. Este hecho también fue aprovechado por la prensa moderada y antiesparterista para calumniarla de nuevo, al culparla de que la joven reina no intercediera en la condena o no a muerte del general Diego de León. En esta época es cuando escribe la Historia Interior de Palacio.

### La "mujer patriota": conspiración política y asistencia social (1843-1872)

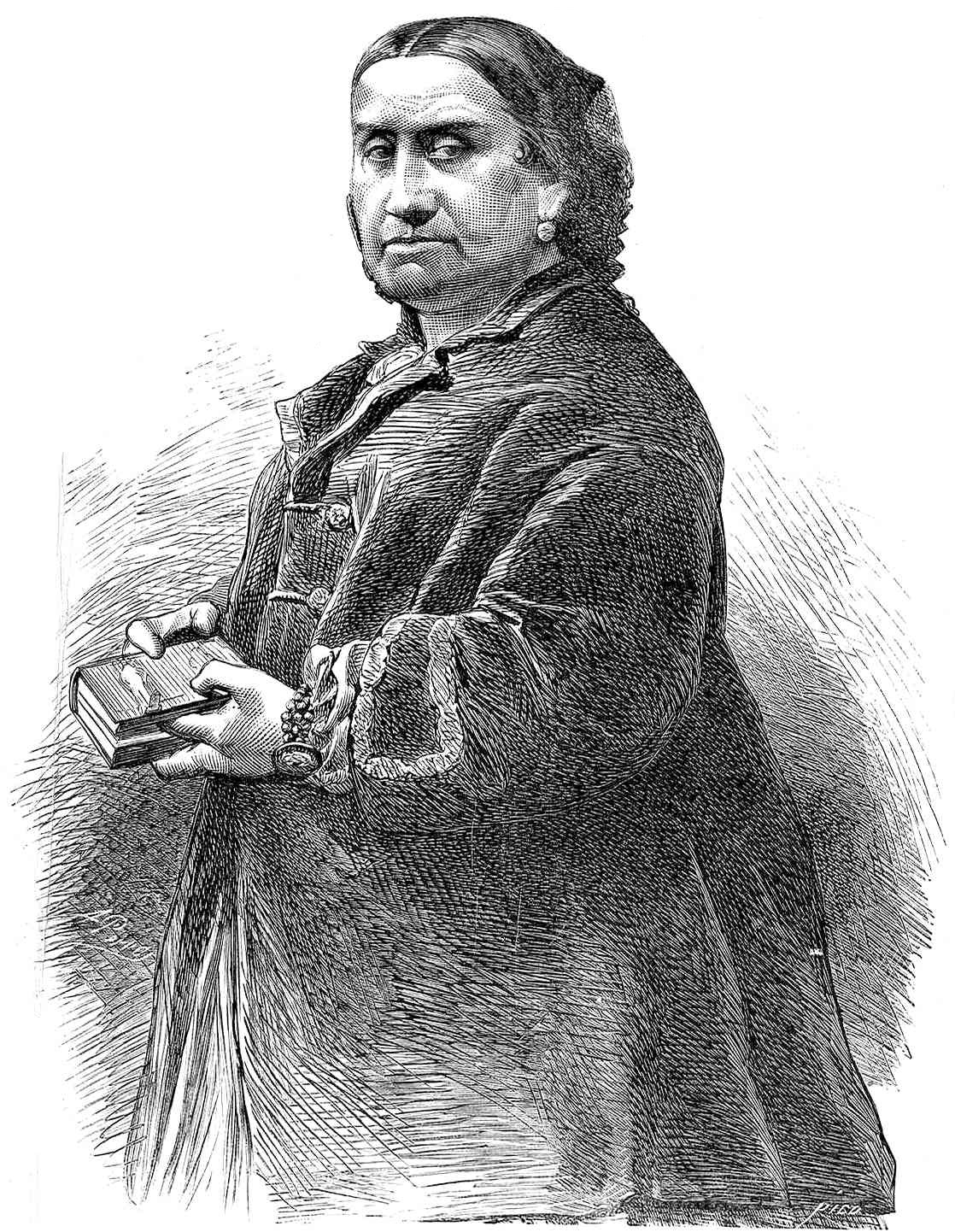
Juana de Vega en La Ilustración de Madrid, hacia 1871.

Depuesta de sus cargos de aya y camarera mayor de la reina tras la caída de Espartero y el triunfo de los moderados, regresa a La Coruña, donde continuará su destacada influencia en la vida social y política de esa ciudad, convirtiendo su salón, nuevamente, en centro de reuniones liberales. También de actividades culturales. En 1852 escucha tocar a Pablo Sarasate en una sesión privada y consigue que actúe en público unos días después en el Circo de Artesanos. Se convierte en su protectora y le sufraga los gastos de sus estudios en Madrid. En su recuerdo, Sarasate le dedicaría en 1882 su primera composición, Mi primera inspiración, una mazurca. 
Su salón fue un espacio de libertad para la discusiones políticas a las que acudieron los más significados liberales progresistas coruñeses y los que pasaban por la ciudad. También se fraguó alguna conspiración en él como lo demuestra la documentación de la época en la que aparecen el jefe y varios oficiales del fracasado pronunciamiento de 1846 de La Coruña contra el gobierno del general Narváez como contertulios asiduos al salón de la condesa. El capitán general de Galicia informó de la "frecuente concurrencia de algunos oficiales a la casa de la condesa de Mina, que es tenida por todos los hombres pensadores por la impulsora y la directora de la sublevación, así como lo fue, según la opinión común, de otras anteriores ocurridas en Galicia". Su casa fue sometida a vigilancia pero no fue posible acusarla por "la gran proporción que tiene está interesada de conspirar sin que corra el menor peligro", aunque el gobierno estudió la posibilidad de expulsarla de España. Sin embargo, la condesa de Mina sí había participado activamente en la conspiración poniendo en contacto a los conspiradores del interior y del exilio a través de los cónsules de Francia y Gran Bretaña acreditados en La Coruña. Al parecer el gobierno también intentó controlar su correspondencia sin éxito.
Otro de los papeles que desempeñó fue poner en contacto a los liberales progresistas gallegos y madrileños, además de colaborar en las campañas electoral nacionales y locales. Para ello mantuvo una copiosa correspondencia a lo largo de los años con los líderes del Partido Progresista como Juan Álvarez Mendizábal, Salustiano Olózaga, Ramón Gil de la Cuadra o Manuel José Quintana. Pero poco a poco, conforme una nueva generación de políticos liberales progresistas se fue haciendo con las riendas del partido "cada vez más alejados de las utopías liberales, que habían sido las suyas", Juana de Vega, sin abandonar su salón donde se seguía discutiendo de política, se concentró cada vez más en las actividades de asistencia social en su ciudad, La Coruña. En ello encontró una amiga y colaboradora, Concepción Arenal.

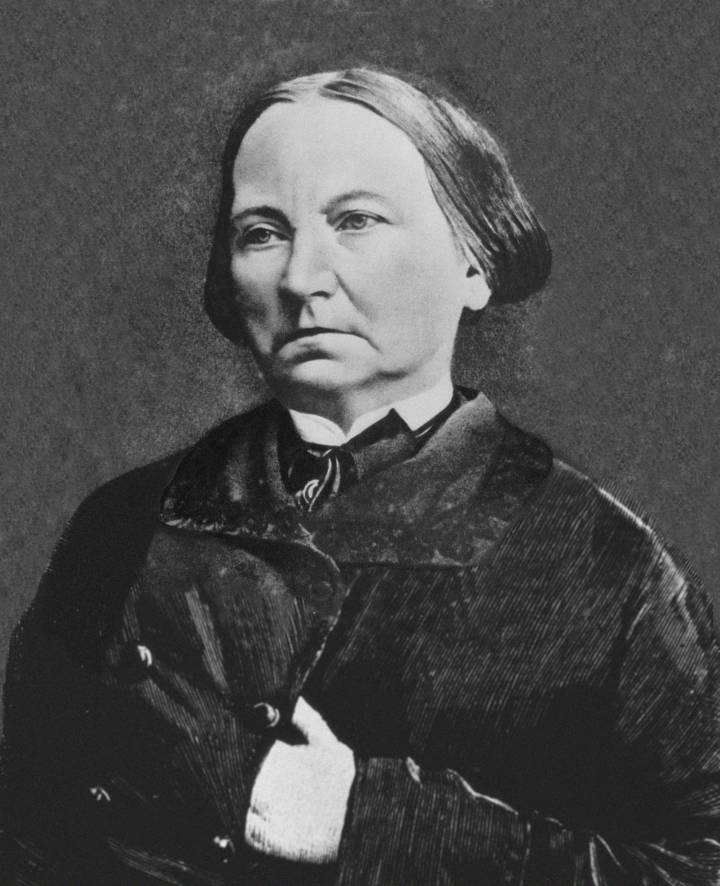
Concepción Arenal.

Sus actividades de beneficencia social, basada en el principio liberal de la búsqueda de la felicidad del pueblo no en el de la compasión propio de la caridad cristiana, comenzaron nada más morir su marido cuando en 1838 fundó la Asociación de Señoras de La Coruña, cuya junta presidía y cuya finalidad era la de cuidar de los niños expósitos y asistir a los enfermos del Hospital de la Caridad. Inicialmente contó con el asesoramiento del "protosocialista" Ramón de la Sagra a quien correspondió el discurso inaugural de la Asociación. Esta tuvo una actuación muy destacada cuando una epidemia de cólera asoló La Coruña en 1853 y 1854, haciéndose cargo del asilo y del hospicio provinciales. La condesa se ocupó de recaudar los fondos necesarios utilizando sus influencias nacionales e internacionales -consiguió que colaboraran la reina Isabel II y la infanta Luisa Fernanda-. Por todo este esfuerzo recibió en noviembre de 1854 el título de duquesa de la Caridad con Grandeza de España, aunque ella rechazó categóricamente la distinción, a causa de su animadversión a los títulos nobiliarios, pero sobre todo debido a que consideraba la beneficencia como un deber cívico y un "trabajo humanitario" y a que pensaba que el verdadero premio no debía ser personal sino colectivo, de forma tal que el gobierno aprobara el expediente

para que se permita a este pueblo dar pan y trabajo, edificando en el lugar de las derribadas fortificaciones, y yo quedaré más contenta y agradecida con esta gracia, que con todos los títulos y grandezas, que no me han de hacer que varíe de modo de pensar porque son ideas que nacen de una profunda convicción, y no de ahora, sino de toda la vida

Pero estas actividades de las "mujeres ciudadanas" que aspiraban a una sociedad civil activa y responsable y que por ello trabajaban por el bien público en nombre de "la humanidad", fueron objeto de críticas por la mayoría de la sociedad de su tiempo porque "casaban mal con las virtudes atribuidas a la feminidad. Juana de Vega podía ser muchas cosas, pero todas ellas bastante alejadas del prototipo de docilidad, pasividad y domesticidad que por entonces triunfaban en España. El cometido de la condesa de Mina fue colaborar a trazar una beneficencia liberal mediante la incorporación femenina a la actividad social. No fue una tarea fácil".
Pero Juana de Vega no descartaba la acción del Estado por lo que se convirtió en una mujer "molesta" para las autoridades cuando aceptó el nombramiento por la reina Isabel II en 1856 de viceprotectora de los establecimientos de Beneficencia de Galicia. Fue un cargo que se tomó muy en serio y visitó a todas las autoridades civiles y religiosas proponiéndoles todo tipo de iniciativas en este campo y denunciando en la prensa la dejadez de la Administración. Fue en esos años cuando conoció a Concepción Arenal con la que trabó una gran amistad y colaboró intensamente en la acción asistencial, con iniciativas tan innovadoras como crear una asociación de mujeres, La Magdalena, cuya finalidad era visitar y posteriormente reinsertar a las reclusas de la cárcel de mujeres de La Coruña, o la asociación que formaron "para socorrer a las familias de los que mueren en el trabajo" y para edificar viviendas para los pobres. En otros ámbitos denunciaron la persecución a que eran sometidos los protestantes españoles en los años sesenta.
Su actividad social también se extendió al campo educativo con la fundación y financiación de una escuela para niños pobres, regentada por las Hijas de la Caridad de la Congregación de San Vicente de Paúl en 1863, y una escuela gratuita para adultos, "para que se aprovecharan de ellos los jornaleros", que tenía su sede en su propia casa y en la que impartió clases nocturnas. En su testamento incluyó la creación de una escuela teórico-práctica de agricultura, para lo cual constituyó una fundación que todavía hoy existe. Para la escuela teórico-práctica de agricultura cedió la casa que poseía en San Pedro de Nós. En la necesaria difusión en Galicia de temas agrícolas, base del desarrollo de la región en aquella época, coincidió de nuevo con Concepción Arenal, como también en protestar públicamente cuando el Gobierno prohibió las Conferencias de la Congregación de San Vicente de Paúl, o en las peticiones de indulto para los condenados a muerte.

### La escritora: a la memoria de su esposo Francisco Espoz y Mina
El activismo liberal y social lo compaginó con la vindicación de la memoria de su esposo "que hombres inicuos quisieron atacar, sabiendo que no había de responderles desde el sepulcro". Por eso se puso inmediatamente a escribir, asumiendo que con ello transgredía los límites de la feminidad al realizar una actividad concebida como masculina y porque en sus obras iba a tratar de los asuntos públicos, entonces considerados ajenos a las mujeres.
En 1851 comenzaron a publicarse las Memorias del general don Francisco Espoz y Mina, redactadas y preparadas por su esposa, cinco volúmenes que se terminaron de publicar en 1852. Esta sería su única obra editada en vida, pues los Apuntes para la historia del tiempo en que ocupó los destinos de aya de S.M. y A. y camarera mayor de Palacio, escritos en 1844 y cedidos al Congreso de Diputados, no se publicarían hasta 1910 y En honor de Mina. Memorias íntimas no logró finalizarla. Su trabajo en las Memorias no se limitó al prólogo, a las notas y a los suplementos propios de la labor de "editora" sino que trabajó el material con que contaba —notas del general, de sus secretarios o de ella misma— para darle la forma de memorias. "En todo caso, Juana de la Vega fue la única responsable del texto que finalmente vio la luz. Fue ella con su escritura y con su constante recuerdo, la que formó la imagen de un general envuelto en los ropajes de los héroes de la antigüedad".
Falleció en su casa de La Coruña el 22 de junio de 1872.

## En la ficción
- Juana de Vega. Vizcondesa do Arado. Interpretada por la actriz española Sonia Castelo (2017).[19]
- Juana de Vega es una de las protagonistas de la novela gótica Voraces de la escritora gallega Nieves Abarca.[20]

## Obras
- Historia interior de Palacio.
- Reglamento de la Asociación de Señoras de Beneficencia. Guía.
- Memorias del General Espoz y Mina, 1852. Biografía.
- Apuntes para la historia del tiempo en que ocupó. Madrid: Hijos de M.G. Hernández, 1910. Biografía.
- Memorias. Ed. Giner, 1977. Biografía.